# زراعة معمرة
الزراعة المعمرة (الاستيطان المستدام) هي فرع من فروع التصميم البيئي والهندسة البيئية التي تطور مستوطنات بشرية مستدامة ونظمًا زراعية تحافظ على نفسها بشكل ذاتي على غرار النظم البيئية الطبيعية.
المبادئ الجوهرية للزراعة المستدامة هي:
- الاعتناء بالأرض: الاستعداد لجميع أنظمة الحياة لكي تتواصل وتتضاعف. هذا هو المبدأ الأول، لأنه من دون أرض صحية، لا يمكن للبشر أن يتمتعوا بصحة جيدة.
- الاعتناء بالأشخاص: العمل على حصول الأشخاص على تلك الموارد الضرورية لوجودهم.
- مشاركة الفائض: تستخدم النظم الطبيعية الصحية إيرادات من كل عنصر لإطعام عناصر أخرى. ونحن البشر يمكننا القيام بنفس الشيء. ومن خلال التحكم في احتياجاتنا، يمكننا توفير موارد لتعزيز المبادئ المذكورة أعلاه.

تأخذ الزراعة المستدامة من العديد من التخصصات بما في ذلك الزراعة العضوية والحراجة الزراعية والزراعة المتكاملة والتنمية المستدامة والبيئة التطبيقية. «وكان البرنامج الرئيسي في هذا الصدد يتمثل في مساعدة الناس على أن يصبحوا أكثر اعتمادًا على أنفسهم من خلال تصميم وتطوير حدائق ومزارع منتجة ومستدامة. واستُمدت مبادئ التصميم التي تُعتبر الأساس المفاهيمي للزراعة المستدامة من علم النظام البيئي للأنظمة ودراسة الأمثلة ما قبل الصناعية الخاصة باستخدام الأرض المستدام.»
يؤكد تصميم الزراعة المستدامة على أنماط المناظر الطبيعية والاختصاص والأنواع. ويطرح السؤال: «أين يذهب هذا العنصر؟ كيف يمكن وضعه لتحقيق أكبر استفادة للنظام؟» وللإجابة على هذا السؤال، فإن المفهوم الرئيسي للزراعة المستدامة يتمثل في تعظيم العلاقات المفيدة بين المكونات والتصميم النهائي. وبالتالي فإن تركيز الزراعة المستدامة ليس على كل عنصر منفصل، بل على العلاقات الناشئة بين العناصر فيما يخص وضعها معًا؛ وتصبح المنظومة بأسرها أكبر من مجموع أجزائها. ومن ثم يسعى تصميم الزراعة المستدامة إلى تقليل النفايات والعمل البشري ومدخلات الطاقة عن طريق نظم البناء مع تحقيق الفوائد القصوى بين عناصر التصميم لتحقيق مستوى عالٍ من التآزر. وتتطور تصاميم الزراعة المستدامة مع مرور الوقت من خلال مراعاة هذه العلاقات والعناصر ويمكن أن تصبح أنظمة معقدة للغاية تنتج كميات كبيرة من المواد الغذائية والمواد مع الحد الأدنى من المواد المستخدمة في الإنتاج.
ومن بين الممارسات الشائعة للزراعة المستدامة استخدام الحراجة الزراعية والبناء الطبيعي وجمع مياه الأمطار وفرش الأوراق.

## النظرية

### مبادئ تصميم الزراعة المستدامة الـ 12
يعتبر متخصصو الزراعة المستدامة بشكل عام ما يلي على أنها مبادئ التصميم الـ 12 الخاصة بها:
1. الملاحظة والتفاعل: يمكننا من خلال اتخاذ الوقت للتفاعل مع الطبيعة تصميم حلول تصميمية تناسب وضعنا الخاص.
2. تجميع وتخزين الطاقة: من خلال تطوير أنظمة من شأنها تجميع موارد بأقصى قدر من الوفرة، يمكننا استخدامها في أوقات الحاجة.
3. الحصول على عائد: تأكد من أنك تحصل على المكافآت المفيدة حقًا كجزء من العمل الذي تؤديه.
4. تطبيق التنظيم الذاتي وتقبل الملاحظات: نحن بحاجة إلى تثبيط النشاط غير اللائق لضمان أن الأنظمة قادرة على الاستمرار في العمل بشكل جيد.
5. استخدام وتقييم الموارد المتجددة والخدمات: تحقيق أفضل استفادة من الموارد الطبيعية الوفيرة للحد من سلوكنا الاستهلاكي واعتمادنا على الموارد غير المتجددة.
6. عدم إنتاج نفايات: من خلال تقييم جميع الموارد المتاحة لنا والاستفادة منها، لا شيء يذهب سدى.
7. التصميم من الأنماط إلى التفاصيل: من خلال العودة للوراء، يمكننا ملاحظة الأنماط الموجودة في الطبيعة والمجتمع. ويمكن لهذا أن يشكل العمود الفقري لتصاميمنا، مع التفاصيل التي يتم ملؤها مع مضينا قدمًا.
8. الدمج بدلاً من الفصل: من خلال وضع الأشياء الصحيحة في نصابها الصحيح، تتطور العلاقات بين هذه الأشياء وتعمل معًا لدعم كل منها الآخر.
9. استخدام حلول صغيرة وبطيئة: الحلول الصغيرة والبطيئة أكثر سهولة للمحافظة عليها مقارنة بالحلول الكبيرة، الأمر الذي يتيح الاستخدام الأفضل للموارد المحلية وتحقيق نتائج أكثر استدامة.
10. استخدام وتقييم التنوع: التنوع يقلل من التعرض للعديد من التهديدات ويستفيد من مزايا الطبيعة الفريدة للبيئة التي يوجد فيها.
11. استخدام الحواف وتقييم الهوامش: يكون الترابط بين الأشياء حيثما تقع الأحدث الأكثر إثارة للاهتمام. وغالبًا ما تكون هذه هي العناصر الأكثر قيمة وتنوعًا وإنتاجية في المنظومة.
12. الاستخدام المبتكر والاستجابة للتغيير: يمكن أن يكون لدينا أثر إيجابي على التغيير الحتمي من خلال المراقبة بعناية ومن ثم التدخل في الوقت المناسب.

### الأنماط

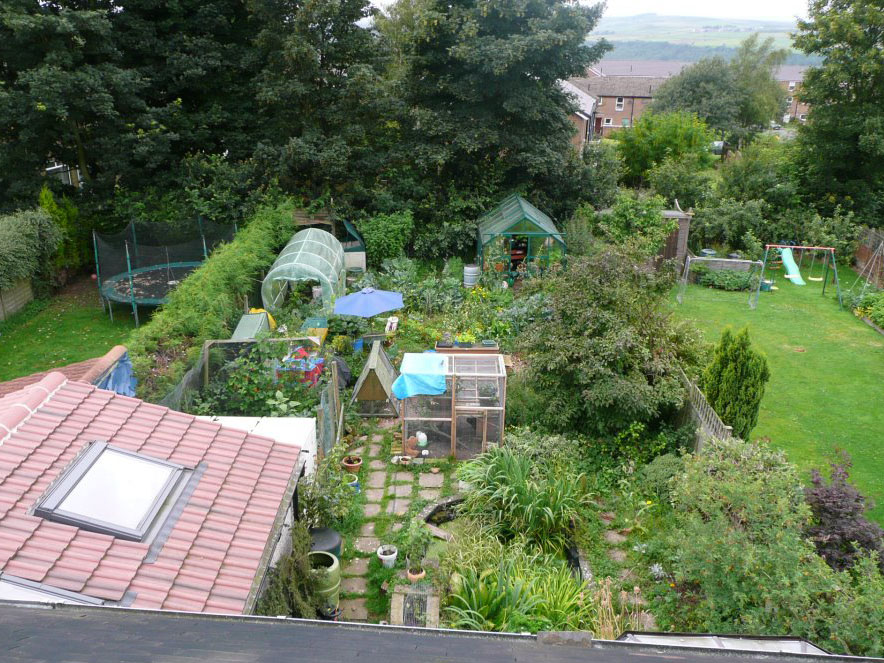
حديقة الزراعة المعمرة في الضواحي في شيفيلد بالمملكة المتحدة، وهي ذات طبقات نباتية مختلفة

يركز تصميم الزراعة المستدامة بشكل كبير على الأنماط الطبيعية. وكل شيء، حتى الرياح والأمواج والأرض التي تتحرك حول الشمس، يشكل أنماطًا. وفي تطبيق الأنماط، يُطلب من مصممي الزراعة المستدامة تنمية الوعي بالأنماط الموجودة في الطبيعة (وكيفية عملها) وكيفية استخدام الأنماط لتلبية احتياجات التصميم المحددة لموقع محدد. وينطوي تطبيق النمط على أحد التصاميم على إدراك المصمم بالشكل والإمكانات لمواءمة هذه الأنماط أو مجموعات الأنماط مع المناظر الطبيعية بطريقة مريحة.

### الطبقات
الطبقات هي واحدة من الأدوات المستخدمة لتصميم النظم البيئية الوظيفية التي تكون مستدامة وذات منفعة مباشرة للإنسان. ويوجد لدى النظام البيئي الناضج عدد كبير من العلاقات بين الأجزاء المكونة له: الأشجار والطبقة الوسطى ومغطيات التربة والتربة والفطريات والحشرات والحيوانات. ونظرًا لأن النباتات تنمو إلى ارتفاعات مختلفة، يستطيع مجتمع حياة متنوع النمو في مساحة صغيرة نسبيًا، حيث يتم تجميع كل طبقة فوق الأخرى. وهناك بشكل عام سبع طبقات معروفة في الغابة الغذائية، على الرغم من أن بعض الممارسين يدرجون الفطريات كطبقة ثامنة:[بحاجة لمصدر]
1. الظُلة: أطول الأشجار في المنظومة. أشجار ضخمة تسود المنطقة ولكن لا تملؤها كليًا، أي توجد بقع من الأشجار غير المثمرة.
2. طبقة الأشجار منخفضة الارتفاع: الأشجار المثمرة قصيرة الطول، أشجار الحمضيات وغيرها من الأشجار القصيرة الأخرى
3. الشجيرات: طبقة متنوعة تتضمن معظم شجيرات التوت
4. العشبية: قد تكون حولية أو كل سنتين أو معمرة؛ معظم الحوليات تندرج في هذه الطبقة
5. الريزوسفير: المحاصيل الجذرية بما في ذلك البطاطس وغيرها من الدرنات الصالحة للأكل
6. سطح التربة: تغطي المحاصيل للحفاظ على التربة وتقليل التعرية، جنبًا إلى جنب مع السماد الأخضر لإضافة المواد الغذائية والمادة العضوية إلى التربة، لا سيما النيتروجين
7. الطبقة العمودية: النباتات المتسلقة أو النباتات المعترشة، مثل فاصوليا أمريكا الوسطى والفاصوليا البيضاء (أصناف الكرمة)يُنظر إلى الدعسوقة على أنها حشرات مفيدة في الزراعة المستدامة بسبب مساعدتها في مكافحة المن.

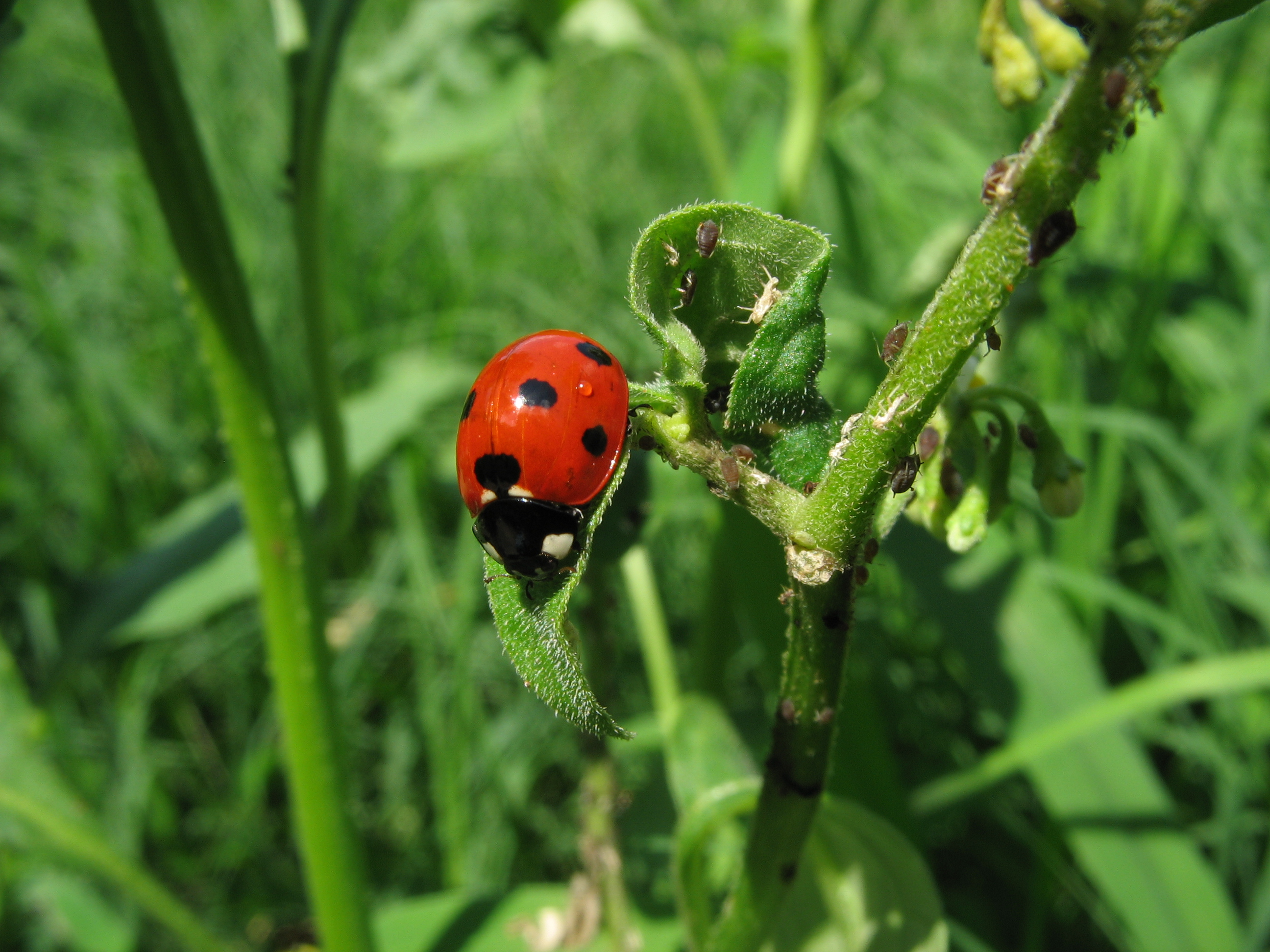
يُنظر إلى الدعسوقة على أنها حشرات مفيدة في الزراعة المستدامة بسبب مساعدتها في مكافحة المن.

### الأصناف
الصنف هو أي مجموعة من الأنواع التي تستخدم نفس الموارد، وغالبًا بطرق ذات صلة ببعضها. والأصناف هي مجموعة من النباتات والحيوانات والحشرات وغيرها من الأنواع الأخرى التي تعمل معًا بشكل جيد. وقد تتم زراعة بعض النباتات للإنتاج الغذائي والبعض لجذب الحشرات المفيدة، وغيرها لطرد الحشرات الضارة. وعند تجميعها معًا فإن هذه النباتات تشكل صنفًا.

### الأثر الحافي
الأثر الحافي في علم البيئة هو مجاورة أو وضع بيئات متناقضة جنبًا إلى جنب في نظام بيئي. ويقول متخصصو الزراعة المستدامة إنه حينما تلتقي أنظمة مختلفة إلى حد كبير، تكون هناك منطقة مكثفة من الإنتاجية والعلاقات المفيدة. ومثال على ذلك الشاطئ؛ ففي موضع التقاء الأرض والبحر توجد منطقة غنية على نحو خاص تلبي نسبة متباينة من احتياجات البشر والحيوانات. لذا فإن هذه الفكرة تُستنفد في تصاميم الزراعة المستدامة من خلال استخدام الحلزونيات في حديقة الأعشاب أو إنشاء برك بها أماكن متموجة لالتقاء المياه بالأرض بدلاً من الدائرة البسيطة أو البيضاوية (وبالتالي زيادة كمية الحافة لمنطقة معينة). وقيل إن الحواف بين الغابات والمناطق المفتوحة هي الأكثر إنتاجية.

### المناطق
المناطق هي وسيلة لتنظيم عناصر التصميم في بيئة الإنسان على أساس وتيرة الاستخدام البشري واحتياجات النابت أو الحيوان. وعادة ما تقع عناصر التصميم التي يتم استخدامها أو حصادها بالقرب من المنزل في المنطقة 1 والمنطقة 2. وتقع العناصر الأقل استخدامًا أو استغلالاً والعناصر التي تستفيد من العزلة (مثل الأنواع البرية) على مسافة أبعد. والمناطق تعنى بتحديد مواضع الأشياء بشكل صحيح. ويتم ترقيم المناطق من 0 إلى 5:[بحاجة لمصدر]
المنطقة 0المنزل أو مركز البيت. يتم هنا تطبيق مبادئ الزراعة المستدامة من حيث استهداف تقليل احتياجات الطاقة والمياه، واستخدام الموارد الطبيعية مثل ضوء الشمس وبشكل عام خلق بيئة متجانسة ومستدامة للعيش والعمل. المنطقة 0 هي تسمية غير رسمية، لا يتم تعريفها على نحو محدد في كتاب موليسون (Mollison).
؛ المنطقة 1: المنطقة الأقرب للمنزل، وموقع تلك العناصر في المنظومة التي تتطلب اهتمامًا متكررًا أو تلك التي تحتاج إلى الزيارة في كثير من الأحيان، مثل محاصيل السلطة والنباتات العشبية والفواكه مثل الفراولة أو توت الأرض والدفيئة والمزارع الباردة ومنطقة التكاثر وصندوق روث الديدان لنفايات المطبخ وما إلى ذلك. وغالبًا ما تُستخدم الأسرة المرفوعة في المنطقة 1 في المناطق الحضرية.
؛ المنطقة 2: تُستخدم هذه المنطقة لتحديد النباتات المعمرة التي تتطلب صيانة أقل تواترًا، مثل مكافحة الحشائش أو تقليمها أحيانًا بما في ذلك شجيرات الزبيب والبساتين. وهذه ستكون أيضًا مكانًا جيدًا لخلايا النحل وصناديق التركيب العضوي وهلم جرا.
؛ المنطقة 3: المنطقة التي تتم فيها زراعة المحاصيل الرئيسية، سواء للاستخدام المنزلي أو لأغراض تجارية. بعد عملية الإنشاء، فإن الرعاية والصيانة المطلوبة تكون ضئيلة إلى حد ما (شريطة أن يتم استخدام المهاد وغيره من الأشياء المماثلة) على سبيل المثال قد يكون الإرواء أو مكافحة الحشائش مرة كل أسبوع.
؛ المنطقة 4: منطقة شبه برية. تُستخدم هذه المنطقة بشكل أساسي للعلف وجمع الغذاء البري وكذلك إنتاج الأخشاب.
؛ المنطقة 5: منطقة برية. لا يوجد تدخل بشري في المنطقة 5 بخلاف رصد الأنظمة البيئية والدورات الطبيعية.

### الحيوانات
يتم في كثير من الأحيان إدراج الحيوانات في تصميم الموقع. وهناك مشروعات أخرى تتجنب استخدام الحيوانات الأليفة تمامًا.

## الممارسات الشائعة

### الزراعة المختلطة بالغابات
الحراجة الزراعية هي نهج متكامل لاستخدام المزايا التفاعلية من الجمع بين الأشجار والشجيرات مع المحاصيل و/أو الماشية. وهي تجمع بين التقنيات الزراعية وتقنيات الحراجةلخلق نظم انتفاع بالأرض أكثر تنوعًا وإنتاجية وربحية وصحة واستدامة. في نظم الزراعة المختلطة بالغابات، يتم استخدام الأشجار والشجيرات عمدًا في الأنظمة الزراعية أو يتم استزراع منتجات الغابات غير الخشبية في أماكن غابات.[بحاجة لمصدر]
بستنة الغابات هي شكل من أشكال الزراعة المختلطة بالغابات الذي يحظى بشعبية على نحو خاص مع متخصصي الزراعة المستدامة. والعديد من متخصصي الزراعة المستدامة هم مناصرون لحدائق الغابات أو الغابات الغذائية، مثل ألكسندر غراهام بيل (Graham Bell) وباتريك وايتفيلد (Patrick Whitefield) وديف جاكي (Dave Jacke) وإيريك تونسماير (Eric Toensmeier) وجوف لوتون (Geoff Lawton). وبدأ بيل بناء حديقة الغابة الخاصة به في عام 1991 وألف كتابه The Permaculture Garden (حديقة الزراعة المستدامة) في عام 1995، وكتب وايت فيلد كتابه How to Make a Forest Garden (كيف تنشئ حديقة غابة) في عام 2002، واشترك جاكي وتونسماير في تأليف كتاب من مجلدين Edible Forest Gardening (بستنة الغابات الصالحة للأكل) في عام 2005، وقدم لوتون الفيلم Establishing a Food Forest (إنشاء غابة غذائية) في عام 2008.

### البناء الطبيعي

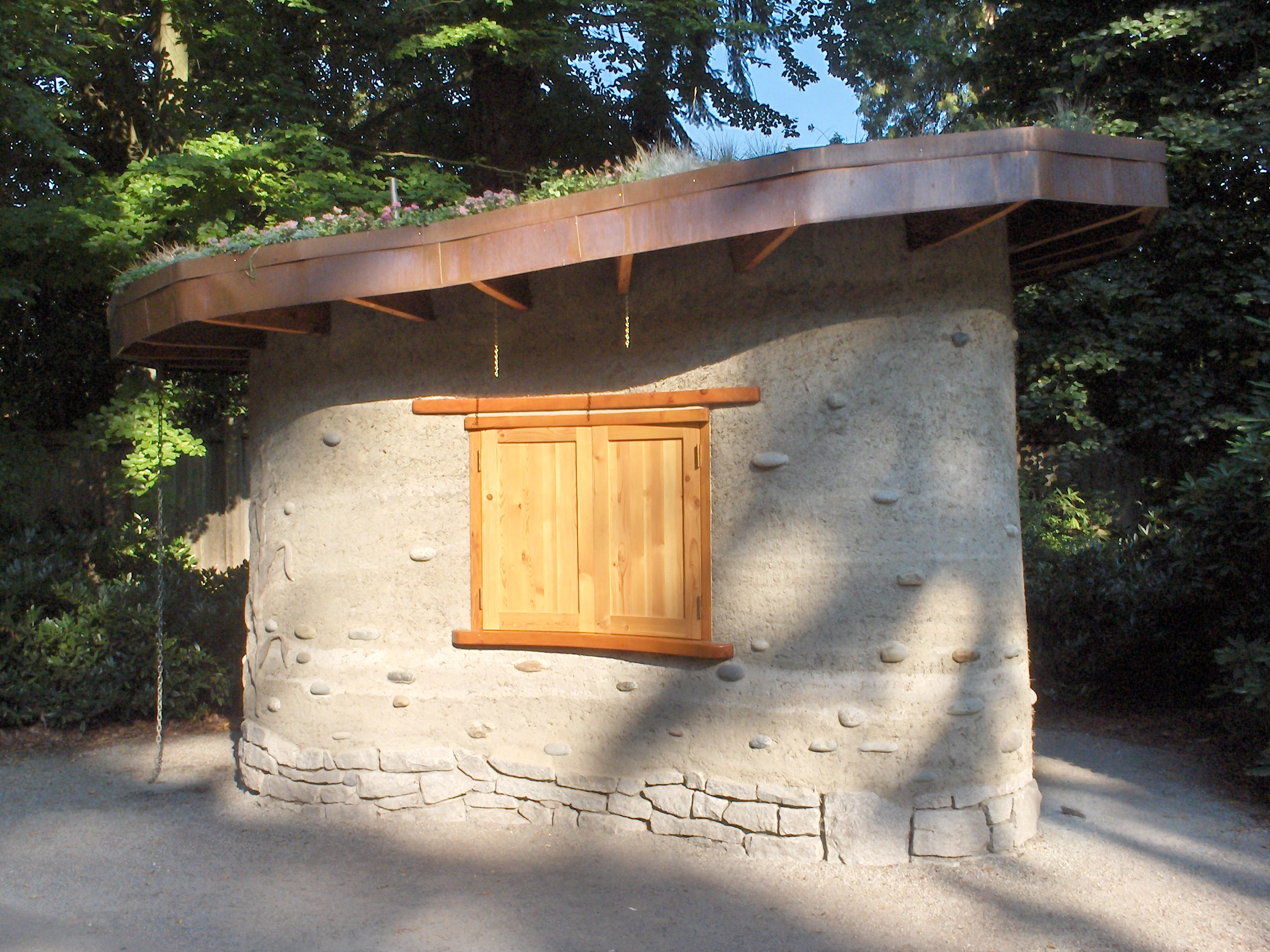
مبنى صغير من الكوب مع سقف معيشة

ينطوي البناء الطبيعي على مجموعة من أنظمة ومواد البناء والتي تركز تركيزًا كبيرًا على الاستدامة. وتركز وسائل تحقيق الاستدامة من خلال البناء الطبيعي على المتانة واستخدام المواد الأقل معالجة أو المواد الوفيرة أو الموارد المتجددة فضلاً عن تلك المواد التي، عند إعادة تدويرها أو إنقاذها، تنتج بيئات معيشية صحية وتحافظ على جودة الهواء في الأماكن المغلقة. ويميل البناء الطبيعي إلى الاعتماد على العمل البشري أكثر من اعتماده على التكنولوجيا.[بحاجة لمصدر]
يتمثل أساس البناء الطبيعي في الحاجة إلى تقليل الأثر البيئي للأبنية وغيرها من أنظمة الدعم، دون التضحية بالراحة أو الصحة أو الجماليات. وليكون أكثر استدامة، يستخدم البناء الطبيعي في الأساس المواد المتاحة بوفرة والمتجددة والمعاد استخدامها أو المعاد تدويرها. وبالإضافة إلى الاعتماد على مواد البناء الطبيعية، يتم تشديد التأكيد على التصميم المعماري. واتجاه المبنى والاستفادة من المناخ المحلي وظروف الموقع والتركيز على التهوية من خلال التصميم يقلل بشكل كبير من التكاليف التشغيلية ويؤثر تأثيرًا إيجابيًا على البيئة. ويُعد البناء بشكل مدمج وتقليل البصمة البيئية أمرًا شائعًا، كما هو الحال بالنسبة للتعامل مع استهلاك الطاقة في الموقع واقتناء المياه في الموقع والمعالجة البديلة للصرف الصحي وإعادة استخدام المياه.[بحاجة لمصدر]

### تجميع مياه الأمطار
تجميع مياه الأمطار هو تجميع مياه الأمطار وتخزينها لإعادة استخدامها قبل وصولها إلى طبقة المياه الجوفية. وقد تم استخدامها لتوفير مياه الشرب والمياه الخاصة بالماشية والمياه اللازمة للري وكذلك الاستخدامات النمطية الأخرى. ويمكن أن تساهم مياه الأمطار التي يتم جمعها من أسطح المنازل والمؤسسات المحلية مساهمة كبيرة في توفير مياه الشرب. ويمكن أن تزيد مستوى المياه الجوفية وبالتالي زيادة المساحات الخضراء في المناطق الحضارية. والمياه التي يتم جمعها من الأرض، وفي بعض الأحيان من مناطق معدة بشكل خاص لهذا الغرض، تُسمى تجميع مياه الأمطار.[بحاجة لمصدر]
المياه الرمادية هي مياه الصرف الصحي الناتجة عن الأنشطة المنزلية مثل غسيل الملابس وغسيل الأطباق والاستحمام والتي يمكن إعادة تدويرها في الموقع لاستخدامات مثل ري المساحات الخضراء والأراضي الرطبة المبنية. ولا تحتوي هذه المياه على براز أو بول. وتختلف المياه الرمادية عن المياه الناتجة عن المراحيض التي تُعد مياه صرف صحي أو مياه سوداء، للإشارة إلى أنها تحتوي على النفايات البشرية، ولكنها مناسبة كمصدر للمياه الخاصة بالمراحيض.[بحاجة لمصدر]

### فرش الأوراق
في الزراعة والبستنة، فإن المهاد هو غطاء واقٍ يتم وضعه فوق التربة. ويمكن استخدام أي مادة أو مركب كمهاد مثل الأحجار أو أوراق الأشجار والبلاستيك والورق المقوى وما إلى ذلك، على الرغم من أنه في الزراعة المستدامة فإن مهاد المواد العضوية هو الأكثر شيوعًا لأنه يؤدي مهام أكثر. ومن هذه المهام: استيعاب هطول الأمطار والحد من التبخر وتوفير المواد الغذائية وزيادة المادة العضوية في التربة وتغذية وخلق الموائل لنمو الكائنات الحية في التربة وكبح نمو الحشائش وإنبات البذور وتخفيف تقلبات درجة الحرارة النهارية وتوفير الحماية ضد الصقيع والحد من التآكل. فرش الأوراق هو تقنية بستنة زراعية لا تنطوي على حفر تحاول محاكاة العمليات الطبيعية التي تحدث داخل الغابات، حيث إنها تحاكي الغطاء الورقي الذي يتم العثور عليه على أرضيات الغابات. وعند تطبيقها على نحو صحيح وبالاشتراك مع مبادئ الزراعة المستدامة الأخرى، من الممكن أن تعطي أنظمة بيئية صحية وغزيرة الإنتاج وقليلة الصيانة.
ويعمل فرش الورق بمثابة «بنك مواد غذائية» يقوم بتخزين المواد الغذائية الواردة في المادة العضوية والعمل على إتاحة هذه المواد الغذائية ببطء للنباتات. كما يحسن التربة من خلال جذب وتغذية ديدان الأرض وإضافة الدبال. وتقوم ديدان الأرض «بتجهيز» التربة، ويُعد ما تطرحه الديدان من جسدها من بين أفضل الأسمدة ومحسنات التربة. ويمكن استخدام فرش الورق للحد من أو التخلص من النباتات غير المرغوب فيها من خلال حجب الضوء عنها ويمكن أن تكون هذه الطريقة أكثر فائدة من استخدام المبيدات أو غيرها من وسائل المكافحة الأخرى.[بحاجة لمصدر]

### دفن الأخشاب
دفن الأخشاب (Hugelkultur) هو عملية دفن كميات كبيرة من الأخشاب لزيادة احتباس ماء التربة. ويعمل الهيكل الخشبي ذو المسام كقطعة الإسفنج عند تحلله تحت الأرض. وخلال موسم الأمطار، يمكن لكميات الأخشاب المدفونة امتصاص ما يكفي من الماء للحفاظ على بقاء المحاصيل خلال موسم الجفاف. وقد جرى استخدام هذه التقنية على نحو شائع من قِبل سيب هولزر وتوبي هيمينواي وماسانوبو فوكواكا.

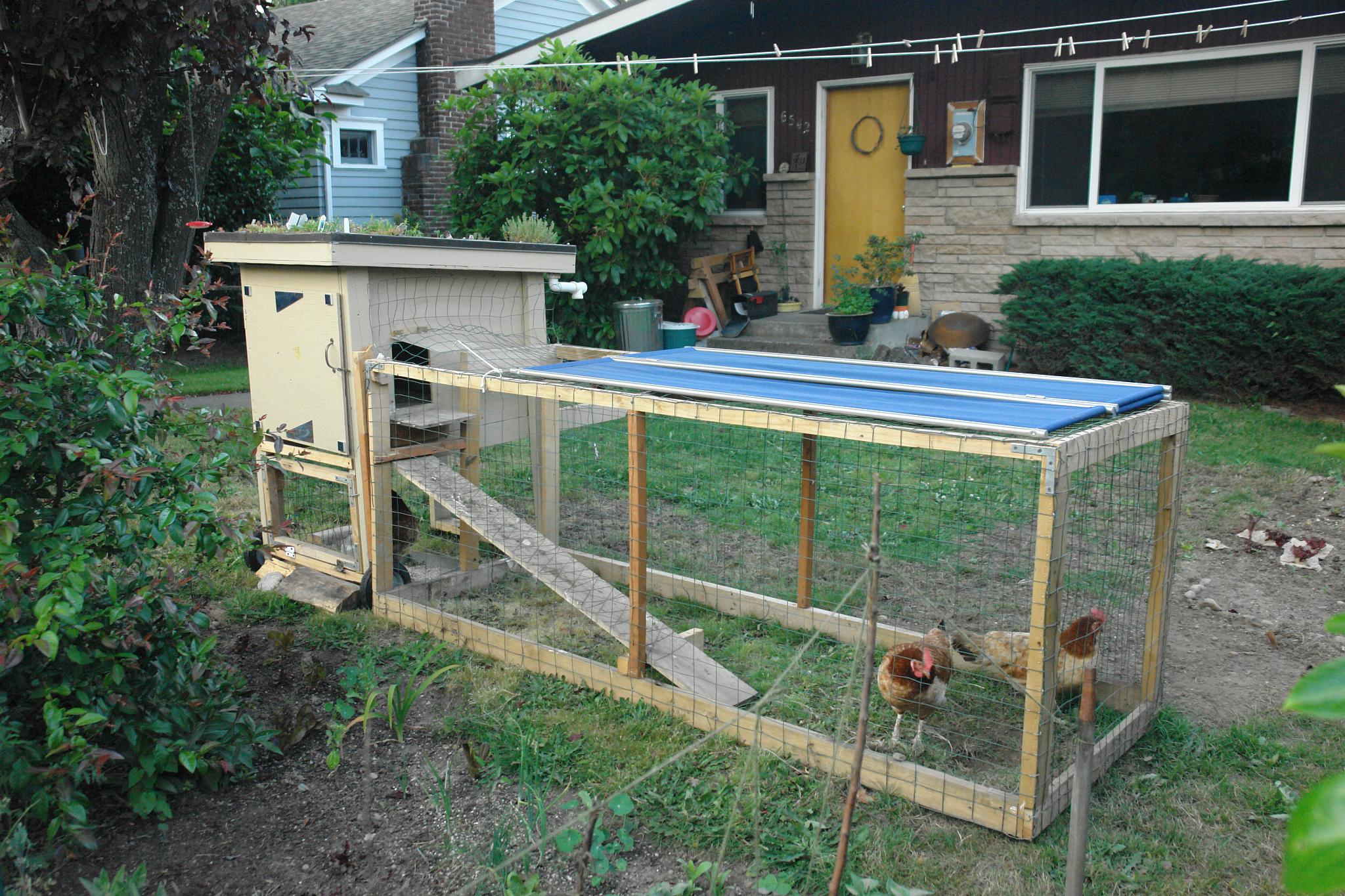
حظيرة دجاج في الفناء الخلفي

## أصل الكلمة
كان أول من صاغ مصطلح الزراعة المستدامة (كوسيلة منهجية) هما الأستراليان بيل موليسون ودايفيد هولمغرين خلال سبعينيات القرن الماضي. وكانت كلمة «الزراعة المستدامة» تشير في الأصل إلى «الزراعة الدائمة» ولكن تم توسيع نطاقها لتشير أيضًا إلى «الاستنبات الدائم» على غرار أن الجوانب الاجتماعية كانت جزءًا لا يتجزأ من نظام مستدام حقًا. متأثرًا بفلسفة الزراعة الطبيعية لفوكواكا، وصف موليسون الزراعة المستدامة بأنها«فلسفة العمل مع، وليس ضد الطبيعة؛ وفلسفة المراقبة الممتدة والمدروسة وليس العمل الطائش غير الناضج؛ وفلسلفة مراقبة النباتات والحيوانات في كل وظائفها، وليس معاملة أي منطقة على أنها نظام المشروع الفردي.»

## معلومات تاريخية

### السلائف
في عام 1929، أخذ جوزيف راسل سميث المصطلح كعنوان فرعي محاصيل الأشجار: زراعة دائمة، وهو الكتاب الذي لخص خبرته الطويلة مع الفواكه والجوز كمحاصيل للغذاء البشري والغذاء الحيواني. واعتبر سميث العالم كوحدة مترابطة واقترح إقامة نظم مختلطة من الأشجار والمحاصيل النامية تحتها. وكان هذا الكتاب مصدر إلهام لعزم العديد من الأفراد على جعل الزراعة أكثر استدامة، مثل طويوهيكو كاغاوا الذي كان رائد زراعة الغابات في اليابان في ثلاثينيات القرن الماضي.
ولقي تعريف الزراعة الدائمة على هذا النحو والتي يمكن استدامتها إلى أجل غير مسمى دعم الأسترالي بي إيه يومانز في كتابه Water for Every Farm (مياه لكل مزرعة). وقدم يومان نهجًا قائمًا على الملاحظات بشأن استخدام الأراضي في الأربعينيات، وتصميم الخط الرئيسي كوسيلة لإدارة إمدادات المياه وتوزيعها في الخمسينات.
وكانت أعمال ستيورات براند ذات تأثير مبكر أدركه هولمجرين. ومن بين التأثيرات المبكرة الأخرى راث ستاوت وإيثر دينز، اللذان ابتكرا "أساليب البستنة بلا حفر"، وماسانوبو فوكواكا الذي بدأ، في أواخر الثلاثينيات في اليابان، في الدعوة إلى إنشاء البساتين والحدائق بدون حرث والزراعة الطبيعية.
وربما كان أول تطبيق حديث مسجل لمفاهيم الزراعة المستدامة كوسيلة من الوسائل المنهجية من قِبل المزارع الأسترالي سيب هولزر في ستينيات القرن الماضي.

### موليسون وهولمجرين

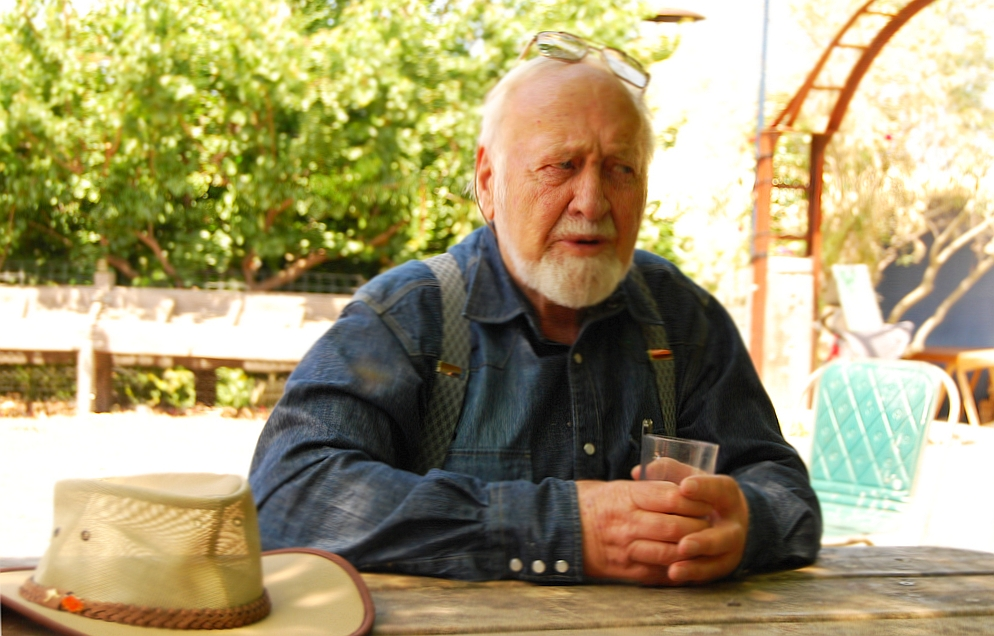
بيل موليسون في يناير 2008.

في منتصف السبعينيات، بدأ بيل موليسون وديفيد هولمجرين في تطوير أفكار حول النظم الزراعية المستقرة في جزيرة تسمانيا جنوب أستراليا. وكان هذا نتيجة لخطر الاستخدام المتنامي للأساليب الصناعية-الزراعية. ومن وجهة نظرهما، فإن هذه الأساليب التي تعتمد اعتمادًا كبيرًا على الموارد غير المتجددة كانت مصدرًا إضافيًا لتسمم الأرض والمياه، الأمر الذي يقلل من التنوع البيولوجي وإزالة مليارات الأطنان من التربة السطحية من المناظر الطبيعية التي كانت تتمتع بالخصوبة سابقًا. وكان رد فعلهما تجاه ذلك هو إدخال نهج يُسمى «الزراعة المستدامة» وأعلن عنه للرأي العام لأول مرة عند نشر كتابهما Permaculture One (الزراعة المستدامة واحد) في عام 1978.[بحاجة لمصدر]
وبحلول أوائل الثمانينيات، اتسع نطاق المفهوم من تصميم الأنظمة الزراعة نحو الموائل البشرية المستدامة. وبعد كتاب الزراعة المستدامة واحد، واصل موليسون تنقيح وتطوير الأفكار من خلال تصميم المئات من مواقع الزراعة المستدامة وكتابة كتب أكثر تفصيلاً، لا سيما Permaculture: A Designers Manual (الزراعة المستدامة: دليل المصممين). وحاضر موليسون في أكثر من 80 بلدًا ودرّس مقرر تصميم الزراعة المستدامة (PDC) الذي تبلغ مدته أسبوعين لمئات الطلاب. [بحاجة لمصدر]
وفي عام 1991، أظهر فيلم وثائقي تلفزيوني مكون من أربعة أجزاء من إنتاج شبكة ABC يُسمى "The Global Gardener" (البستاني العالمي) الزراعة المستدامة التي يتم تطبيقها على مجموعة متنوعة من الحالات في جميع أنحاء العالم، الأمر الذي يزيد من اتساع نطاق المفهوم.[بحاجة لمصدر] وفي عام 2012، فازت مبادرة UMass Permaculture Initiative بمسابقة الاستدامة «أبطال التغيير»، والتي أعلنت «أنهم يشرحون كيف يمكن للزراعة المستدامة تغذية الأعداد السكانية المتزايدة بطريقة مستدامة بيئيًا ومسؤولة اجتماعيًا».

## القضايا المتعلقة بالعلامة التجارية وحقوق الطبع والنشر
وكان هناك خلاف بشأن ما إذا كان هناك أي شخص يمتلك الحقوق القانونية لكلمة «الزراعة المستدامة» فمن يكون هذا الشخص، بمعنى هل هي خاضعة للعلامة التجارية أو خاضعة لحقوق الطبع والنشر، وإذا كان الأمر كذلك، فمن يملك الحقوق القانونية لاستخدام الكلمة. ولفترة طويلة ادعى بيل موليسون تسجيل حقوق الطبع والنشر لكلمة الزراعة المستدامة، وأظهرت كتبه هذه المسألة في صفحة حقوق الطبع والنشر، حيث يقول «إن محتويات هذا الكتاب والكلمة ’زراعة مستدامة‘ تخضع لحقوق الطبع والنشر.» وتم قبول هذه التصريحات إلى حد كبير بالقيمة الاسمية داخل مجتمع الزراعة المستدامة. ومع ذلك، فإن قانون الطبع والنشر لا يحمي الأسماء أو الأفكار أو المفاهيم أو الأنظمة أو أساليب عمل شيء ما؛ بل يحمي فقط التعبير أو وصف فكرة وليس الفكرة ذاتها. وفي نهاية المطاف أقر موليسون بأنه كان مخطئًا وأنه لا توجد حماية خاصة بحقوق الطبع والنشر لكلمة «الزراعة المستدامة».
وفي عام 2000 سعى معهد الزراعة المستدامة الخاص بموليسون ومقره في الولايات المتحدة للحصول على علامة الخدمة (شكل من أشكال العلامات التجارية) لكلمة الزراعة المستدامة عند استخدامها في الخدمات التعليمية مثل عقد حلقات دراسية أو ندوات أو ورش عمل. ومن شأن علامة الخدمة السماح لموليسون ومعهديه للزراعة المستدامة (معهد في الولايات المتحدة وآخر في أستراليا) بوضع مبادئ توجيهية قابلة للتنفيذ بشأن كيفية تدريس الزراعة المستدامة ومن يمكنه تدريسها، ولا سيما فيما يتعلق بمقرر تصميم الزراعة المستدامة (PDC). وفشلت علامة الخدمة وتم التخلي عنها في عام 2001. وفي عام 2001 أيضًا تقدم موليسون بطلب للحصول على علامات تجارية في أستراليا للمصطلحين «مقرر تصميم الزراعة المستدامة» و«تصميم الزراعة المستدامة». وتم سحب هذه الطلبات في عام 2003. وفي عام 2009 سعى للحصول على علام تجارية لكتابيه "Permaculture: A Designers' Manual" (الزراعة المستدامة: دليل المصممين) و"Introduction to Permaculture" (مقدمة للزراعة المستدامة). وتم سحب هذه الطلبات في عام 2011. ولم تكن هناك أبدًا أي علامة تجارية لكلمة «زراعة مستدامة» في أستراليا.

## الانتقادات

### الانتقادات العامة
في كتابيه «الزراعة المائية المستدامة في المياه العذبة» (Sustainable Freshwater Aquaculture) و«الزراعة في الأحواض والسدود» (Farming in Ponds and Dams)، يعرب نيك رومانويسكي (Nick Romanowski) عن رأي مفاده أن تقديم الزراعة المائية في كتب بيل موليسون هو غير واقعي ومضلل. وتزعم ليندا تشاكر-سكوت (Linda Chalker-Scott) أن آراء توبي هيمينواي فيما يتعلق بالأنواع الغازية في كتاب الزراعة المستدامة "Gaia's Garden" (حديقة غايا) هي علم مزيف.

### الزراعة المختلطة بالغابات

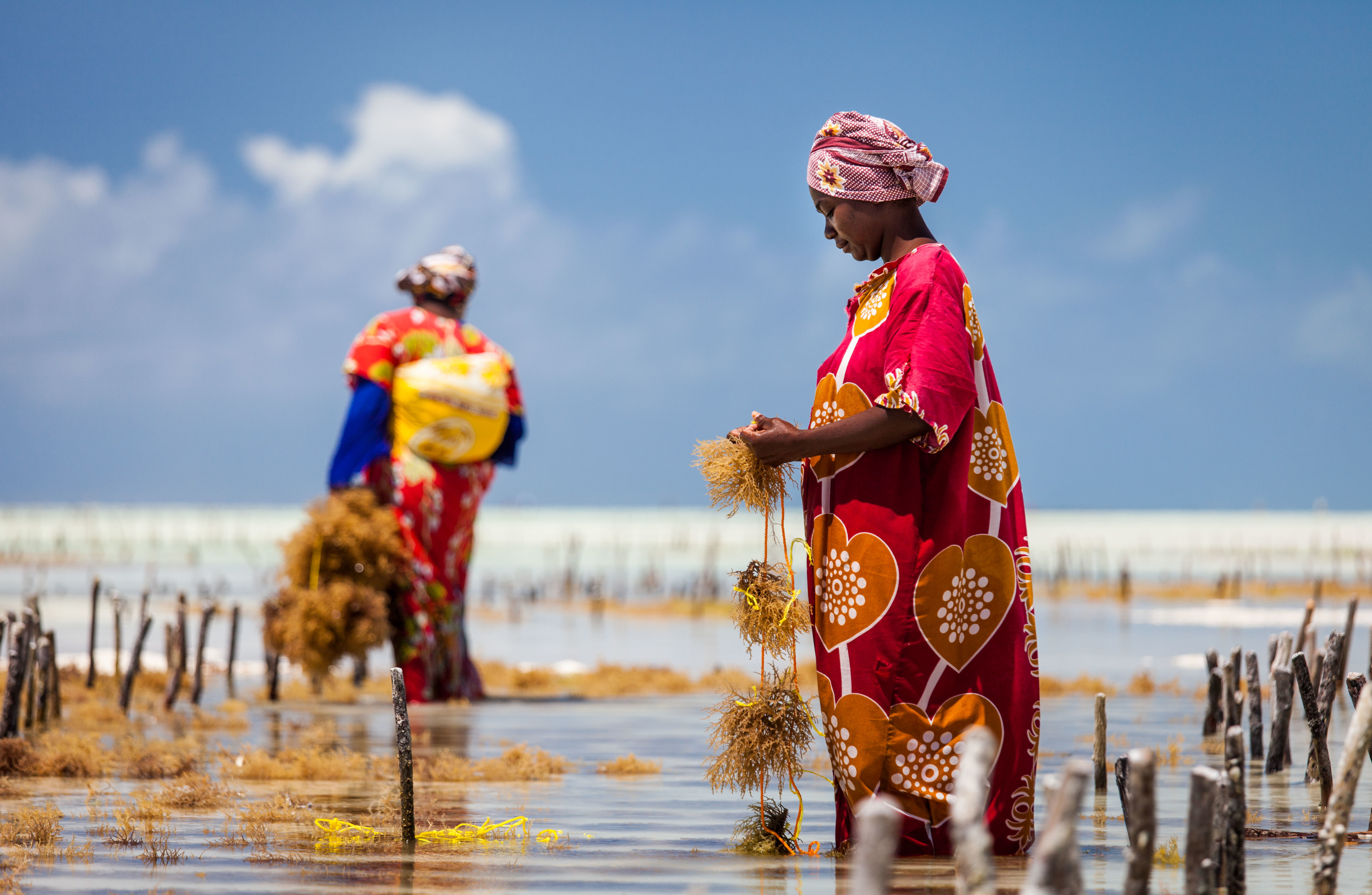
حصاد الأعشاب البحرية في جامبياني بتنزانيا

يزعم جريج ويليامز (Greg Williams) أيضًا أن الغابات لا يمكن أن تكون أكثر إنتاجية من الأراضي الزراعية، حيث إن الخلافة البيئية تنص على أن صافي الإنتاجية ينخفض عندما تنضج الغابات. ويرد أنصار الزراعة المستدامة أن هذا صحيح فقط إذا قارن المرء البيانات بين الغابات الحرجية والغطاء النباتي الذي يبلغ الذروة، وليس عند مقارنة الغطاء النباتي للأراضي الزراعية مع الغابات. على سبيل المثال، تشير الخلافة البيئية بشكل عام إلى أن إنتاجية الغابة تزداد بعد إنشائها فقط حتى تصل إلى حالة الغابة (غطاء من الأشجار بنسبة 67%)، قبل التراجع حتى النضج الكامل.

### بيانات علمية
وفي عام 2001، ادعى جريج ويليامز أنه من الصعب غالبًا العثور على بيانات تم اختبارها بشكل علمي من شأنها التحقق من بعض الادعاءات التي يروج لها أنصار الزراعة المستدامة واستنتج أنهم غالبًا ما يهملون النهج العلمي.
وفي عام 2011، قال أوين هابلوتزيل (Owen Hablutzel) إن «الزراعة المستدامة لا تزال بحاجة إلى كسب مقدار كبير من القبول العلمي السائد» وإن «الدافع وراء حساسية كونها مدركة ومقبولة على أسس علمية نابعة جزئيًا بسبب الرغبة في اتساع نطاق الزراعة المستدامة وأن تصبح مناسبة على نحو متزايد.»
وفي أواخر 2011، شاركت مزرعة الزراعة المستدامة Bec-Hellouin في برنامج بحثي بالاشتراك مع المعهد الوطني للبحوث الزراعية (INRA) ومعهد باريس الزراعي (AgroParisTech) لجمع بيانات علمية.